# Сюрейя Агаоглу
Сюрейя Агаоглу (тур. Süreyya Ağaoğlu; 1903, Шуші — 29 грудня 1989, Стамбул) — турецька письменниця азербайджанського походження, юрист, перша жінка-адвокат в історії Туреччини.

## Біографія
Сюрейя Агаоглу народилася 1903 року в місті Шуші. Вона була дочкою Ахмета Агаоглу (тур. Ahmet Ağaoğlu), азербайджанського, а пізніше турецького політика початку 20 століття. Після падіння Азербайджанської Демократичної Республіки 1920 року Ахмет із сім'єю переїхав до Туреччини, де Сюрейя закінчила юридичний факультет у Стамбульському університеті. Після завершення навчання вона працювала адвокатом із 1927 року і до самої смерті.
Сюрейя є автором книг «Що я бачила в Лондоні» (тур. Londra'da Gördüklerim) та «Одне життя завершилося ось так» (тур. Bir Hayat Böyle Geçti), де вона піднімає багато юридичних питань.
Вона померла від інсульту 29 грудня 1989 року в Стамбулі.
2003 року було випущено пам'ятну монету на її честь.